# Notoplax facilis
Notoplax facilis är en blötdjursart som beskrevs av Tom Iredale och Hull 1931. Notoplax facilis ingår i släktet Notoplax och familjen Acanthochitonidae. Inga underarter finns listade i Catalogue of Life.